# Kỷ bá Mỗi Vong
Kỷ bá Mỗi Vong (chữ Hán: 杞伯每亡), là vị vua thứ năm của nước Kỷ - chư hầu nhà Chu trong lịch sử Trung Quốc.
Ông tên tự là Mỗi Vong. Kỷ bá Mỗi Vong không được sử sách đề cập mà được giới sử học Trung Quốc xác định qua kết quả khảo cổ vào các thời Đạo Quang, Quang Tự nhà Thanh và thời hiện đại trong thế kỷ 20 và đầu thế kỷ 21. Các cổ vật bằng đồng được khai quật tại Tân Thái với các chữ khắc (kim văn) đề cập tới Kỷ bá Mỗi Vong.
Không rõ ông quan hệ thế nào với các vua Kỷ trước và sau. Sử ký ghi: sau Kỷ Mưu Thú công tới con là Kỷ Vũ công.